# کنگن‌پور
کنگن‌پور (به انگلیسی: Kanganpur) یک شهر در پاکستان است که در پنجاب واقع شده‌است.